# Анжело де Сорр
Анжело́ де Сорр, псевдоним (фр. Angelo de Sorr), настоящее имя Людови́к Склафе́р (Ludovic Sclafer; 1822 год, Сент-Элали́, Жиронда — 1881 год, Бордо) — французский писатель, автор множества «страшных» фантастических романов.
Родился в семье виноделов. Его брат Оноре́ (1816-?) опубликовал множество сочинений о виноделии.

## Творчество
- Les Filles de Paris, 1848
- Le Vampire, 1852
- Les Pinadas, 1854
- Le Chasseur d’alouettes, 1857
- Les Inutiles, 1858
- Les Cheveux de Mélanette, 1862
- Le Masque de velours, 1862
- Les Grands jours de M. Baudry, 1867
- «Драма в американских каменоломнях» (Le drame des carrières d’Amérique, 1867; издан на русском языке, СПб., 1876).
- Le Fantôme de la rue de Venise, 1869
- Jeanne et sa suite, 1870
- Ranalalalulu CXXXIV, 1872
- Manuel du parfait légitimiste, 1873
- Manuel du parfait bonapartiste, 1873
- Le Péché de Félicité, 1875